# SGCE
SGCE (англ. Sarcoglycan epsilon) – білок, який кодується однойменним геном, розташованим у людей на короткому плечі 7-ї хромосоми. Довжина поліпептидного ланцюга білка становить 437 амінокислот, а молекулярна маса — 49 851.
| 10         |  | 20         |  | 30         |  | 40         |  | 50         |
| ---------- |  | ---------- |  | ---------- |  | ---------- |  | ---------- |
| MQLPRWWELG |  | DPCAWTGQGR |  | GTRRMSPATT |  | GTFLLTVYSI |  | FSKVHSDRNV |
| YPSAGVLFVH |  | VLEREYFKGE |  | FPPYPKPGEI |  | SNDPITFNTN |  | LMGYPDRPGW |
| LRYIQRTPYS |  | DGVLYGSPTA |  | ENVGKPTIIE |  | ITAYNRRTFE |  | TARHNLIINI |
| MSAEDFPLPY |  | QAEFFIKNMN |  | VEEMLASEVL |  | GDFLGAVKNV |  | WQPERLNAIN |
| ITSALDRGGR |  | VPLPINDLKE |  | GVYVMVGADV |  | PFSSCLREVE |  | NPQNQLRCSQ |
| EMEPVITCDK |  | KFRTQFYIDW |  | CKISLVDKTK |  | QVSTYQEVIR |  | GEGILPDGGE |
| YKPPSDSLKS |  | RDYYTDFLIT |  | LAVPSAVALV |  | LFLILAYIMC |  | CRREGVEKRN |
| MQTPDIQLVH |  | HSAIQKSTKE |  | LRDMSKNREI |  | AWPLSTLPVF |  | HPVTGEIIPP |
| LHTDNYDSTN |  | MPLMQTQQNL |  | PHQTQIPQQQ |  | TTGKWYP    |  |            |

A: Аланін

C: Цистеїн

D: Аспарагінова кислота

E: Глутамінова кислота

F: Фенілаланін

G: Гліцин

H: Гістидин

I: Ізолейцин

K: Лізин

L: Лейцин

M: Метіонін

N: Аспарагін

P: Пролін

Q: Глутамін

R: Аргінін

S: Серин

T: Треонін

V: Валін

W: Триптофан

Задіяний у такому біологічному процесі, як альтернативний сплайсинг. 
Локалізований у клітинній мембрані, цитоплазмі, цитоскелеті, мембрані, клітинних відростках, апараті гольджі.